# Blecket
Blecket is een plaats in de gemeente Rättvik in het landschap Dalarna en de provincie Dalarnas län in Zweden. De plaats heeft 57 inwoners (2005) en een oppervlakte van 29 hectare.